# Euploea talautensis
Euploea talautensis är en fjärilsart som beskrevs av Murinus Cornelis Piepers och Pieter Cornelius Tobias Snellen 1896. Euploea talautensis ingår i släktet Euploea och familjen praktfjärilar. Inga underarter finns listade i Catalogue of Life.